# Президентские выборы в Афганистане (2019)
Президентские выборы 2019 года в Афганистане прошли 28 сентября. Изначально их проведение было запланировано на 20 апреля, однако по решению Независимой избирательной комиссии Афганистана они были перенесены прежде на 20 июля, а затем на 28 сентября с целью верификации избирательных списков и обучения организаторов биометрической системе идентификации личности.

## Кандидаты
Всего на выборах было зарегистрировано 18 кандидатов, четыре из которых впоследствии снялись. Мохаммад Ханиф Атмар также заявил о нежелании участвовать в выборах из-за недоверия к избиркому, однако официальная процедура отзыва его кандидатуры начата не была.

## Голосование и подсчёт голосов
Из-за угроз со стороны Талибана явка на выборах достигла исторического минимума — около двух миллионов человек. Всего было совершено 68 нападений на места проведения выборов, жертвами которых стали, по разным данным, от 3 до 40 человек.
Сроки оглашения предварительных результатов голосования дважды переносились для пересчёта голосов и принятия жалоб кандидатов. В конечном итоге их публикация состоялась 22 декабря.

## Результаты
| Кандидат               | Голоса    | %     |
| ---------------------- | --------- | ----- |
| Ашраф Гани             | 923 592   | 50,64 |
| Абдулла Абдулла        | 720 841   | 39,52 |
| Гульбеддин Хекматияр   | 70 241    | 3,85  |
| Рахматулла Набиль      | 33 919    | 1,86  |
| Фарамарз Тамана        | 18 063    | 0,99  |
| Сайед Ноорулла Джалили | 15 519    | 0,85  |
| Абдул Латиф Педрам     | 12 608    | 0,69  |
| Энаятулла Хафиз        | 11 375    | 0,62  |
| Мохаммад Хаким Торсан  | 6500      | 0,36  |
| Ахмад Вали Масуд       | 3942      | 0,22  |
| Мохаммад Шахаб Хакими  | 3318      | 0,18  |
| Гулам Фарук Наджраби   | 1608      | 0,09  |
| Мохаммад Ханиф Атмар   | 1567      | 0,09  |
| Нур Рахман Левал       | 855       | 0,05  |
| Всего                  | 1 824 401 | 100   |